# Canta Battisti
(Marcella Bella) Canta Battisti è un album del 1990 di Marcella Bella.
L'album, stampato dalla CBS, raccoglie sette brani interpretati da Marcella e comprende i sei brani della coppia Mogol-Battisti presentati a Premiatissima '84 con l'aggiunta di Ancora tu, già presente nell'album Nell'aria.

## Tracce
1. Emozioni
2. Pensieri e parole
3. 10 ragazze
4. Fiori rosa fiori di pesco
5. Ancora tu
6. Il tempo di morire
7. Acqua azzurra acqua chiara